# Frank Løke
Frank Løke (* 6. Februar 1980 in Sandefjord, Norwegen) ist ein ehemaliger norwegischer Handballspieler. Er ist 1,93 m groß und wiegt 106 kg.
Frank Løke begann in seiner Heimatstadt beim nationalen Spitzenclub Runar Sandefjord mit dem Handballspiel. Dort debütierte der Kreisläufer auch in der ersten norwegischen Liga und gewann 1999 sowie 2002 die norwegische Meisterschaft. Als sein Verein allerdings in Gehaltsrückstand geriet, wechselte Løke zum SV Post Schwerin in die 2. Handball-Bundesliga. Dort war er in der Saison 2003/04 mit über 200 Toren maßgeblich am Aufstieg in die erste Handball-Bundesliga beteiligt; trotzdem verlängerte er seinen Einjahresvertrag nicht und zog weiter zum FCK Håndbold nach Kopenhagen. Auch dort gehörte er mit 140 Treffern zu den Leistungsträgern, woraufhin die SG Flensburg-Handewitt auf Løke aufmerksam wurde und ihn 2005 unter Vertrag nahm. Allerdings besaß die SG mit Michael V. Knudsen und Johnny Jensen bereits zwei starke Kreisläufer; deshalb wurde Løke zunächst für ein Jahr an den Grasshopper Club Zürich ausgeliehen, bevor er dann 2006 Johnny Jensen beerben sollte. Als Jensen aber seinen Vertrag in Flensburg bis 2008 verlängerte, wurde das Leihgeschäft mit Zürich ebenfalls um zwei weitere Jahre verlängert.
2007 allerdings wurde Arnold Schuler, Präsident des GC Zürich und Förderer von Løke, entmachtet. Schuler wechselte daraufhin zum Lokalrivalen ZMC Amicitia Zürich; gleichzeitig lösten er und Løke den noch bestehenden Vertrag mit Flensburg auf, sodass Løke Schuler 2007 zusammen mit fünf weiteren Spielern zu Amicitia Zürich folgen konnte. Mit Zürich gewann Løke 2008 und 2009 den Schweizer Meistertitel und 2009 den SHV-Cup.
Im Juni 2009 unterschrieb Løke jeweils einen Vertrag bei den Vereinen Skjern Håndbold und RK Zagreb. Løke gab eine kurze Zeit später bekannt, bei Zagreb spielen zu wollen, weshalb Skjern einen Anwalt zur Prüfung des Sachverhaltes beauftragte. Im September 2009 wurde schließlich bekannt, dass er künftig das Trikot von RK Zagreb tragen wird. Aufgrund der beiden Vertragsunterzeichnungen wurde Løke von der EHF neun Monate für internationalen Spiele gesperrt. RK Zagreb legte jedoch Einspruch gegen das Urteil ein, weshalb Løke vorerst spielberechtigt war. Am 13. Januar 2010 wurde das Urteil durch den European Court of Arbitration der EHF bestätigt, wodurch Løke bis zum 13. September 2010 für alle internationalen Vereinswettbewerbe gesperrt war. Im Frühjahr 2010 wechselte Løke zum TuS N-Lübbecke. Ab dem Sommer 2016 stand er beim norwegischen Erstligisten Drammen HK unter Vertrag. Als es im Dezember 2015 bei der Weihnachtsfeier von Drammen HK zu einem Vorfall kam, wurde Løke freigestellt. Im Januar 2016 unterschrieb er einen Vertrag bei IL Runar Sandefjord.
Frank Løke hat 186 Länderspiele für die norwegische Nationalmannschaft bestritten. Er nahm auch an der Europameisterschaft 2006 sowie an der Weltmeisterschaft 2007 in Deutschland teil. Bei ersterer sogar statistisch gesehen der beste Kreisläufer des Turniers, schied er trotzdem beide Male bereits nach der Vorrunde aus und belegte bei letzterer am Ende den 13. Platz. Der 7. Platz bei der Weltmeisterschaft 2005 stellt daher seinen größten internationalen Erfolg dar. Bei der Europameisterschaft 2008 im eigenen Land erreichte er mit Norwegen den 6. Platz und wurde zum besten Kreisläufer des Turniers gewählt.
Seine beiden Schwestern Heidi und Lise sind ebenfalls bekannte Handballspielerinnen.

## Bundesligabilanz
| Saison    | Verein         | Spielklasse | Spiele | Tore | 7-Meter | Feldtore |
| --------- | -------------- | ----------- | ------ | ---- | ------- | -------- |
| 2009/10   | TuS N-Lübbecke | Bundesliga  | 14     | 46   | 0       | 46       |
| 2010/11   | TuS N-Lübbecke | Bundesliga  | 31     | 101  | 0       | 101      |
| 2011/12   | TuS N-Lübbecke | Bundesliga  | 30     | 82   | 0       | 82       |
| 2012/13   | TuS N-Lübbecke | Bundesliga  | 27     | 94   | 0       | 94       |
| 2013/14   | TuS N-Lübbecke | Bundesliga  | 34     | 79   | 0       | 79       |
| 2009–2014 | gesamt         | Bundesliga  | 136    | 402  | 0       | 402      |